# AM-919
AM-919，分子式C27H44O4，是一种AM系大麻素，是HU-210的衍生物，能用作镇痛药。